# 棋道報国会
棋道報国会（きどうほうこくかい）は、昭和初期に囲碁・将棋棋士により戦争協力のために設立された組織。1941年(昭和16年)に設立。

## 経緯
1937年(昭和12年)の日華事変の勃発後から、囲碁、将棋の棋士達は、各地の軍病院や軍需工場への慰問活動を行っていた。戦況の深刻化する1941年3月に、前年に結成されていた大日本産業報国会の働きかけで、産業報国会の一組織として日本棋院及び将棋大成会の合同による棋道報国会を結成する準備が進められ、8月までに役員を決定して最初の役員会を開催して今後の方針を決議する。これは、将棋、囲碁をもって産業戦士に奉仕して、間接的に産業増産の一助となるべく、「生産的な思考、推理、創造といふ様な精神的な科学的訓練」と為すことを趣旨として、専門棋士を派遣して指導し、棋道精神を植え付けることを目的とされた。
会長には大政翼賛会第五委員会委員長の下村宏が就き、結成式は10月4日に丸の内糖業会館にて行われ、来賓祝辞には菊池寛なども招かれた。活動の費用は産業報国会が負担した。

## 体制

### 役員
会長：下村宏（貴族院議員）

顧問：林幾太郎（日本棋院理事長）、木村義雄（将棋大成会）、三輪嘉壮（大日本産業報国会）

理事：瀬越憲作、小野田千代太郎、村島誼紀、八幡恭助（以上日本棋院）、花田長太郎、土居市太郎、金易二郎、金子金五郎（以上将棋大成会）

常任委員：岩本薫（日本棋院）、渡辺東一（将棋大成会）

### 棋道訓
一、棋道ハ国技ナリ尊ブベシ
一、棋道ハ推理ナリ鍛フベシ
一、棋道ハ礼ニ依リテ行ヲ慎ムベシ
一、棋道ハ趣味ナリ貪ル勿レ
一、棋道ハ決戦ナリ敢闘スベシ

## 活動
結成前の1939年には、棋士による中国への皇軍慰問団が上海、南京を訪問した。団長は安永一、塚田正夫で、田岡敬一、梶為和、藤沢秀行、加藤治郎、松田茂行ら、囲碁将棋各5人の編成。1941年には、坂田栄男、藤沢秀行、建部和歌夫らが、満州のハルピン、大連などを訪問。1942年には、青木一男大東亜大臣の招きで、瀬越憲作、橋本宇太郎、呉清源が南京を訪問した。
1942年8月から毎月の定例会を実施、日本棋院の野上彰が書記長となる。10月に棋士を鍛えるための「練成会」が結成され、10月6-9日に有栖川公園にて、日本棋院30名、将棋大成会10名の棋士が参加して、産業報国会錬成部の指導により、講義、禊、静座、勤労作業などを行なった。
1943年1月、棋道報国挺身隊が作られて講演、慰問などの活動を開始。皮切りには、瀬越憲作、岩本薫、木村義雄などが、北海道の日本製鐵、幌内炭坑などを回り、その後も全国各地での活動を行った。3月、婦人棋士による銃後奉公会が結成され、傷病軍人の慰問と、建艦献金活動に従事、5月には傷病兵500人を日本棋院に招待した。また同年、満州で設立された満州棋院を福田正義、藤沢秀行、榊原章二、安田清が訪問、福田は終戦まで滞在して、帰国できたのは終戦1年後だった。11月には、棋院勤労奉公隊が、汐留駅の帯貨整理に従事。12月には、皇軍慰問資金募集大会を開催。
戦況が進むに連れ、棋士達も徴兵されたり疎開したりする者も増え、紙不足で雑誌も休刊を余儀なくされ、1944年にも国内、中国東北部のでの慰問活動を行ったが、7月の千葉県訪問が最後の活動となった。その後には産業報国会とは別に、陸軍の招待により岐阜、石川、新潟などの療養所の慰問活動も行われた。